# Frost (album)
Frost è il secondo album in studio del gruppo musicale progressive black metal norvegese Enslaved, pubblicato nel 1994 su etichetta Osmose Productions.

## Il disco
Musica e testi sono stati scritti nel periodo 1993-1994. L'album è stato registrato nei mesi di giugno e luglio 1994 nello Studio Grieghallen di Bergen in Norvegia e qui mixato a luglio. Gli ingegneri del suono erano Eirik "Pytten" Hundvin e David, l'album è stato prodotto e mixato da Pytten e dalla band. Pytten ha anche suonato nella traccia Yggdrasil.

### Stile musicale e testi
Dato che la band non tratta prettamente di tematiche inerenti al satanismo, i membri del gruppo hanno esplicitamente descritto la propria musica come "Viking metal", e non "Black metal"; ciononostante, Götz Kühnemund della rivista Rock Hard dichiarò che la musica contenuta in Frost è "senza se e senza ma impeccabile riguardo alle coordinate stilistiche del Black Metal, catturando lo stato d'animo della scena norvegese dei primi anni novanta sia musicalmente che in termini di contenuto". Egli descrisse l'album come un misto di "voci di Berserker che urlano furiosamente, batteria violenta, riff ribaltanti, melodie nordiche" e definì la produzione "molto buona, ma totalmente non commerciale". La band si collega, secondo Kai Wendel, al filone della seconda ondata black metal grazie a: «[...] riff tipicamente nordici e furiosi e le voci ruvide che stridono con la monumentalità orchestrale. Questo effetto formativo si ottiene con l'uso della tastiera ben ponderato, i tessuti sonori finemente intrecciati, a volte molto patetici, danno alla musica la sua pienezza. In Frost, il trio pone ancora più enfasi sugli elementi lirici rispetto al suo predecessore omonimo (noto anche come Vikingligr Veldi) o al CD diviso con gli Emperor. Tracce come Yggdrasil e Isoders Dronning avrebbero potuto nascere dalla penna di Quorthon, con titoli che ricordano la sua epopea vichinga, Hammerheart. La verità è che si tratta di un disco molto curato».

### Copertina
La copertina mostra un glaciale paesaggio fotografato da Svein Grønvold, nella parte superiore è presente il logo della band e nella parte inferiore il titolo dell'album. Invece delle lettere dell'alfabeto, sono state utilizzate come caratteri di stampa delle rune che assomigliano a delle lettere, ma in parte non corrispondono ad esse. La F è rappresentata dalla runa Ansuz del Fuþark antico con valore fonetico a, la R da Raidho, la O da Ingwaz con il fonema ŋ, la S da Sowilo nella variante del Fuþark recente e la T da Tiwaz. Nelle versioni più comuni le lettere e il titolo sono centrati sulla copertina, ma in altre versioni in LP la scritta Enslaved è in alto a sinistra e il titolo del disco stampato in basso a destra, entrambi proporzionalmente più piccoli della versione in CD. Il design della copertina è di Ivar Bjørnson e Grutle Kjellson.
Sul retro dell'album c'è la lista dei titoli delle canzoni, alcune righe in norvegese e immagini di Grutle Kjellson con in testa un elmo normanno, Ivar Bjørnson con una spada e Trym Torson in abiti di pelle con maschera e frusta.

## Accoglienza
| Recensione     | Giudizio |
| -------------- | -------- |
| AllMusic       | [ 4 ]    |
| Piero Scaruffi | [ 5 ]    |

Kai Wendel ha scritto nella sua recensione su Rock Hard che "[...] la band [...] è riuscita a sviluppare ulteriormente lo stile che era nato con Under the Sign of the Black Mark. [...] Gli Enslaved sono la cosa migliore che la Norvegia attualmente abbia da offrire in termini di suoni estremi e meritano il titolo di "Bathory degli anni novanta" per la loro musica". Götz Kühnemund, recensendo l'album nel 2009, scrisse che gli elementi musicali "si combinano per formare un gigante [...] Le opere successive della band furono musicalmente sofisticate e molto più meticolosamente realizzate, ma la rabbia feroce e l'energia grezza di Frost non possono essere riprodotte quindici anni dopo. E quando parliamo di "rabbia" ed "energia", non stiamo parlando di scoppi incontrollati di violenza adolescenziale, ma di una forza unica che cattura l'ascoltatore e lo lancia in altri mondi. E crea un piacere perverso, irrefrenabile". Nel 2010, Frost è stato inserito nella Hall of Fame della rivista Decibel. Nel 2009 la traccia Frost, title track dell'album, è stata inserita nella colonna sonora del videogioco Brütal Legend per PlayStation 3 e Xbox 360.

## Tracce
1. Frost – 2:52
2. Loke – 4:22
3. Fenris – 7:16
4. Svarte Vidder – 8:43
5. Yggdrasil – 5:23
6. Jotunblod – 4:07
7. Gylfaginning – 5:31
8. Wotan – 4:12
9. Isöders Dronning – 7:45

## Formazione
- Grutle Kjellson - voce, basso
- Ivar Bjørnson - chitarra, tastiere
- Trym Torson - batteria